# Thailand i olympiska sommarspelen 2016
Thailand deltog med 54 deltagare vid de olympiska sommarspelen 2016 i Rio de Janeiro. Totalt tog landets tävlande sex medaljer varav två guld.

## Medaljörer
| Medal  | Name                   | Sport         | Event           | Date            |
| ------ | ---------------------- | ------------- | --------------- | --------------- |
| Guld   | Sopita Tanasan         | Tyngdlyftning | Damernas 48 kg  | 6 augusti 2016  |
| Guld   | Sukanya Srisurat       | Tyngdlyftning | Damernas 58 kg  | 8 augusti 2016  |
| Silver | Pimsiri Sirikaew       | Tyngdlyftning | Damernas 58 kg  | 8 augusti 2016  |
| Silver | Tawin Hanprab          | Taekwondo     | Herrarnas 58 kg | 17 augusti 2016 |
| Brons  | Sinphet Kruaithong     | Tyngdlyftning | Herrarnas 56 kg | 7 augusti 2016  |
| Brons  | Panipak Wongpattanakit | Taekwondo     | Damernas 49 kg  | 17 augusti 2016 |

## Badminton
Herrar
| Spelare         | Gren       | Grupp                          | Grupp                                 | Grupp     | Eliminering       | Kvartsfinal       | Semifinal         | Final / BM        | Final / BM       |
| Spelare         | Gren       | Motståndare Poäng              | Motståndare Poäng                     | Placering | Motståndare Poäng | Motståndare Poäng | Motståndare Poäng | Motståndare Poäng | Placering        |
| --------------- | ---------- | ------------------------------ | ------------------------------------- | --------- | ----------------- | ----------------- | ----------------- | ----------------- | ---------------- |
| Boonsak Ponsana | Herrsingel | Axelsen (DEN) L (14–21, 13–21) | Lee D-k (KOR) W (21–19, 17–21, 21−16) | 2         | Gick inte vidare  | Gick inte vidare  | Gick inte vidare  | Gick inte vidare  | Gick inte vidare |

Damer
| Spelare                                     | Gren      | Grupp                                 | Grupp                                        | Grupp                                   | Eliminering       | Kvartsfinal                      | Semifinal                    | Final / BM        | Final / BM       |                  |
| Spelare                                     | Gren      | Motståndare Poäng                     | Motståndare Poäng                            | Placering                               | Motståndare Poäng | Motståndare Poäng                | Motståndare Poäng            | Motståndare Poäng | Placering        |                  |
| ------------------------------------------- | --------- | ------------------------------------- | -------------------------------------------- | --------------------------------------- | ----------------- | -------------------------------- | ---------------------------- | ----------------- | ---------------- | ---------------- |
| Porntip Buranaprasertsuk                    | Damsingel | Chen H-y (AUS) W (21–14, 21–15)       | Foo Kune (MRI) W (21–7, 21–18)               | i.u.                                    | 1 Q               | Ulitina (UKR) W (21–14, 21–16)   | Li Xr (CHN) L (12–21, 17–21) | Gick inte vidare  | Gick inte vidare | Gick inte vidare |
| Ratchanok Intanon                           | Damsingel | Tolmoff (EST) W (21–14, 21–13)        | Yip P Y (HKG) W (21–18, 21–12)               | i.u.                                    | 1 Q               | Yamaguchi (JPN) L (19–21, 16–21) | Gick inte vidare             | Gick inte vidare  | Gick inte vidare | Gick inte vidare |
| Puttita Supajirakul Sapsiree Taerattanachai | Damdubbel | Muskens / Piek (NED) L (13–21, 20–22) | Matsutomo / Takahashi (JPN) L (15–21, 15–21) | Gutta / Ponnappa (IND) W (21–17, 21–15) | 3                 | i.u.                             | Gick inte vidare             | Gick inte vidare  | Gick inte vidare | Gick inte vidare |

Mixed
| Spelare                         | Gren        | Grupp                                     | Grupp                                 | Grupp                                   | Eliminering       | Kvartsfinal       | Semifinal         | Final / BM        | Final / BM       |                  |
| Spelare                         | Gren        | Motståndare Poäng                         | Motståndare Poäng                     | Placering                               | Motståndare Poäng | Motståndare Poäng | Motståndare Poäng | Motståndare Poäng | Placering        |                  |
| ------------------------------- | ----------- | ----------------------------------------- | ------------------------------------- | --------------------------------------- | ----------------- | ----------------- | ----------------- | ----------------- | ---------------- | ---------------- |
| Bodin Issara Savitree Amitrapai | Mixeddubbel | Chan P S / Goh L Y (MAS) L (13–21, 19–21) | Ahmad / Natsir (INA) L (11–21, 13–21) | Middleton / Choo (AUS) W (21–13, 21–18) | 3                 | Gick inte vidare  | Gick inte vidare  | Gick inte vidare  | Gick inte vidare | Gick inte vidare |

## Bordtennis
| Spelare                   | Gren       | Inledande omgång     | Omgång 1             | Omgång 2             | Omgång 3             | Åttondelsfinal       | Kvartsfinal          | Semifinal            | Final / BM           | Final / BM       |
| Spelare                   | Gren       | Motståndare Resultat | Motståndare Resultat | Motståndare Resultat | Motståndare Resultat | Motståndare Resultat | Motståndare Resultat | Motståndare Resultat | Motståndare Resultat | Placering        |
| ------------------------- | ---------- | -------------------- | -------------------- | -------------------- | -------------------- | -------------------- | -------------------- | -------------------- | -------------------- | ---------------- |
| Padasak Tanviriyavechakul | Herrsingel | Bye                  | Ghosh (IND) W 4–1    | Gionis (GRE) L 0–4   | Gick inte vidare     | Gick inte vidare     | Gick inte vidare     | Gick inte vidare     | Gick inte vidare     | Gick inte vidare |
| Nanthana Komwong          | Damsingel  | Bye                  | Meshref (EGY) W 4–1  | Yu F (POR) W 4–3     | Han Y (GER) L 0–4    | Gick inte vidare     | Gick inte vidare     | Gick inte vidare     | Gick inte vidare     | Gick inte vidare |
| Suthasini Sawettabut      | Damsingel  | Bye                  | Han X (CGO) W 4–3    | Li Jiao (NED) L 2–4  | Gick inte vidare     | Gick inte vidare     | Gick inte vidare     | Gick inte vidare     | Gick inte vidare     | Gick inte vidare |

## Boxning
| Boxare            | Gren                      | Omgång 1              | Omgång 2             | Kvartsfinal          | Semifinal            | Final                | Final            |
| Boxare            | Gren                      | Motståndare Resultat  | Motståndare Resultat | Motståndare Resultat | Motståndare Resultat | Motståndare Resultat | Placering        |
| ----------------- | ------------------------- | --------------------- | -------------------- | -------------------- | -------------------- | -------------------- | ---------------- |
| Chatchai Butdee   | Herrarnas bantamvikt      | Ashfaq (GBR) W 3–0    | Nikitin (RUS) L 1-2  | Gick inte vidare     | Gick inte vidare     | Gick inte vidare     | Gick inte vidare |
| Amnat Ruenroeng   | Herrarnas lättvikt        | Perrin (ARG) W 3–0    | Oumiha (FRA) L TKO   | Gick inte vidare     | Gick inte vidare     | Gick inte vidare     | Gick inte vidare |
| Wuttichai Masuk   | Herrarnas lätt weltervikt | Bye                   | Russell (USA) L 1–2  | Gick inte vidare     | Gick inte vidare     | Gick inte vidare     | Gick inte vidare |
| Sailom Adi        | Herrarnas weltervikt      | Kastramin (BLR) W 2–1 | Chamov (BUL) W 3–0   | Cissokho (FRA) L 0–3 | Gick inte vidare     | Gick inte vidare     | Gick inte vidare |
| Peamwilai Laopeam | Damernas flugvikt         | i.u.                  | Bye                  | Valencia (COL) L 0–3 | Gick inte vidare     | Gick inte vidare     | Gick inte vidare |

## Bågskytte
| Bågskytt          | Gren                           | Rankningsomgång | Rankningsomgång | Omgång 1            | Omgång 2            | Omgång 3              | Kvartsfinal       | Semifinal         | Final / BM        | Final / BM       |
| Bågskytt          | Gren                           | Poäng           | Seed            | Motståndare Poäng   | Motståndare Poäng   | Motståndare Poäng     | Motståndare Poäng | Motståndare Poäng | Motståndare Poäng | Placering        |
| ----------------- | ------------------------------ | --------------- | --------------- | ------------------- | ------------------- | --------------------- | ----------------- | ----------------- | ----------------- | ---------------- |
| Witthaya Thamwong | Herrarnas individuella tävling | 655             | 41              | Jantsan (MGL) W 7–3 | Wei C-h (TPE) W 6–5 | Valladont (FRA) L 0–6 | Gick inte vidare  | Gick inte vidare  | Gick inte vidare  | Gick inte vidare |

## Cykling

### Landsväg
| Idrottare         | Gren               | Tid              | Placering        |
| ----------------- | ------------------ | ---------------- | ---------------- |
| Jutatip Maneephan | Damernas linjelopp | Gick inte vidare | Gick inte vidare |

### BMX
| Cyklist             | Gren         | Seeding  | Seeding   | Semifinal | Semifinal | Final            | Final            |
| Cyklist             | Gren         | Resultat | Placering | Poäng     | Placering | Resultat         | Placering        |
| ------------------- | ------------ | -------- | --------- | --------- | --------- | ---------------- | ---------------- |
| Amanda Mildred Carr | Damernas BMX | 36,464   | 13        | 18        | 6         | Gick inte vidare | Gick inte vidare |

## Friidrott
Förkortningar
- Notera– Placeringar avser endast det specifika heatet.
- Q = Tog sig vidare till nästa omgång
- q = Tog sig vidare till nästa omgång som den snabbaste förloraren eller, i fältgrenarna, genom placering utan att nå kvalgränsen
- NR = Nationellt rekord
- N/A = Omgången fanns inte i grenen
- Bye = Idrottaren behövde inte tävla i omgången

Bana och väg
| Idrottare              | Gren              | Final    | Final     |
| Idrottare              | Gren              | Resultat | Placering |
| ---------------------- | ----------------- | -------- | --------- |
| Boonthung Srisung      | Herrarnas maraton | 2:37:46  | 133       |
| Natthaya Thanaronnawat | Damernas maraton  | 3:11:31  | 130       |
| Jane Vongvorachoti     | Damernas maraton  | 2:47:27  | 91        |

Fältgrenar
| Idrottare        | Gren                    | Kval    | Kval      | Final            | Final            |
| Idrottare        | Gren                    | Distans | Placering | Distans          | Placering        |
| ---------------- | ----------------------- | ------- | --------- | ---------------- | ---------------- |
| Subenrat Insaeng | Damernas diskuskastning | 56,64   | 24        | Gick inte vidare | Gick inte vidare |

## Golf
| Spelare              | Gren              | Runda 1 | Runda 2 | Runda 3 | Runda 4 | Totalt | Totalt | Totalt    |
| Spelare              | Gren              | Poäng   | Poäng   | Poäng   | Poäng   | Poäng  | Par    | Placering |
| -------------------- | ----------------- | ------- | ------- | ------- | ------- | ------ | ------ | --------- |
| Kiradech Aphibarnrat | Herrarnas tävling | 71      | 69      | 69      | 67      | 276    | −8     | =5        |
| Thongchai Jaidee     | Herrarnas tävling | 70      | 75      | 67      | 67      | 279    | −5     | =15       |
| Ariya Jutanugarn     | Damernas tävling  | 65      | 71      | WD      | WD      | 136    | −6     | DNF       |
| Pornanong Phatlum    | Damernas tävling  | 71      | 72      | 69      | 71      | 283    | −1     | =25       |

## Judo
| Idrottare       | Gren                      | Omgång 1              | Omgång 2             | Kvartsfinaler        | Semifinaler          | Återkval             | Final / BM           | Final / BM       |
| Idrottare       | Gren                      | Motståndare Resultat  | Motståndare Resultat | Motståndare Resultat | Motståndare Resultat | Motståndare Resultat | Motståndare Resultat | Placering        |
| --------------- | ------------------------- | --------------------- | -------------------- | -------------------- | -------------------- | -------------------- | -------------------- | ---------------- |
| Kunathip Yea-on | Herrarnas tungvikt +100kg | Natea (ROU) L 000–100 | Gick inte vidare     | Gick inte vidare     | Gick inte vidare     | Gick inte vidare     | Gick inte vidare     | Gick inte vidare |

## Rodd
| Roddare              | Gren                    | Heat    | Heat      | Återkval | Återkval  | Kvartsfinal | Kvartsfinal | Semifinal | Semifinal | Final   | Final     |
| Roddare              | Gren                    | Tid     | Placering | Tid      | Placering | Tid         | Placering   | Tid       | Placering | Tid     | Placering |
| -------------------- | ----------------------- | ------- | --------- | -------- | --------- | ----------- | ----------- | --------- | --------- | ------- | --------- |
| Jaruwat Saensuk      | Herrarnas singelsculler | 7:25,06 | 4 R       | 7:16,39  | 3 SE/F    | Bye         | Bye         | 7:54,38   | 1 FE      | 7:49,86 | 26        |
| Phuttharaksa Neegree | Damernas singelsculler  | 9:17:95 | 4 R       | 8:07,92  | 4 SE/F    | Bye         | Bye         | 8:51,99   | 3 FE      | 8:41,34 | 27        |

## Segling
| Idrottare                | Gren                  | Lopp | Lopp | Lopp | Lopp | Lopp | Lopp | Lopp | Lopp | Lopp | Lopp | Lopp | Lopp | Lopp | Nettopoäng | Slutlig placering |
| Idrottare                | Gren                  | 1    | 2    | 3    | 4    | 5    | 6    | 7    | 8    | 9    | 10   | 11   | 12   | M*   | Nettopoäng | Slutlig placering |
| ------------------------ | --------------------- | ---- | ---- | ---- | ---- | ---- | ---- | ---- | ---- | ---- | ---- | ---- | ---- | ---- | ---------- | ----------------- |
| Natthaphong Phonoppharat | Herrarnas RS:X        | 32   | 29   | 32   | 14   | 37   | 21   | 30   | 24   | 25   | 25   | 28   | 27   | EL   | 287        | 29                |
| Keerati Bualong          | Herrarnas laser       | 25   | 38   | 37   | 32   | 38   | 39   | 35   | 18   | 27   | 47   | i.u. | i.u. | EL   | 287        | 37                |
| Siripon Kaewduangngam    | Damernas RS:X         | 19   | 23   | 22   | 18   | 11   | 2    | 27   | 7    | 18   | 14   | 15   | 17   | EL   | 166        | 18                |
| Kamolwan Chanyim         | Damernas laser radial | 25   | 27   | 28   | 31   | 32   | 34   | 30   | 31   | 38   | 31   | i.u. | i.u. | EL   | 268        | 32                |

## Taekwondo
| Idrottare              | Gren             | Åttondelsfinaler         | Kvartsfinaler        | Semifinaer           | Återkval               | Final                      | Final     |
| Idrottare              | Gren             | Motståndare Resultat     | Motståndare Resultat | Motståndare Resultat | Motståndare Resultat   | Motståndare Resultat       | Placering |
| ---------------------- | ---------------- | ------------------------ | -------------------- | -------------------- | ---------------------- | -------------------------- | --------- |
| Tawin Hanprab          | Herrarnas −58 kg | Kim T-h (KOR) W 12–10    | Khalil (AUS) W 11–9  | Pie (DOM) W 11–7     | Bye                    | Zhao S (CHN) L 4–6         | 2         |
| Panipak Wongpattanakit | Damernas −49 kg  | Andrade (CPV) W 18–6 PTG | Kim S-h (KOR) L 5–6  | Gick inte vidare     | Diez (PER) W 4–2       | Manjarrez (MEX) W 15–3 PTG | 3         |
| Phannapa Harnsujin     | Damernas −57 kg  | Calvo (ESP) L 5−6        | Gick inte vidare     | Gick inte vidare     | Alizadeh (IRI) L 10–14 | Gick inte vidare           | 7         |

## Tennis
| Spelare                               | Gren       | Omgång 1                            | Åttondelsfinaler  | Kvartsfinaler     | Semifinaler       | Final / BM        | Final / BM       |
| Spelare                               | Gren       | Motståndare Poäng                   | Motståndare Poäng | Motståndare Poäng | Motståndare Poäng | Motståndare Poäng | Placering        |
| ------------------------------------- | ---------- | ----------------------------------- | ----------------- | ----------------- | ----------------- | ----------------- | ---------------- |
| Sanchai Ratiwatana Sonchat Ratiwatana | Herrdubbel | Melo / Soares (BRA) L 0–6, 6–7(1–7) | Gick inte vidare  | Gick inte vidare  | Gick inte vidare  | Gick inte vidare  | Gick inte vidare |